# Détournement d'avion
Un détournement d'avion est la prise de contrôle d'un avion ou plus par une ou plusieurs personnes. Dans la plupart des cas, ces personnes sont armées et forcent le pilote à se diriger vers l'endroit désiré par les preneurs d'otage. Cet acte est souvent associé au terrorisme.

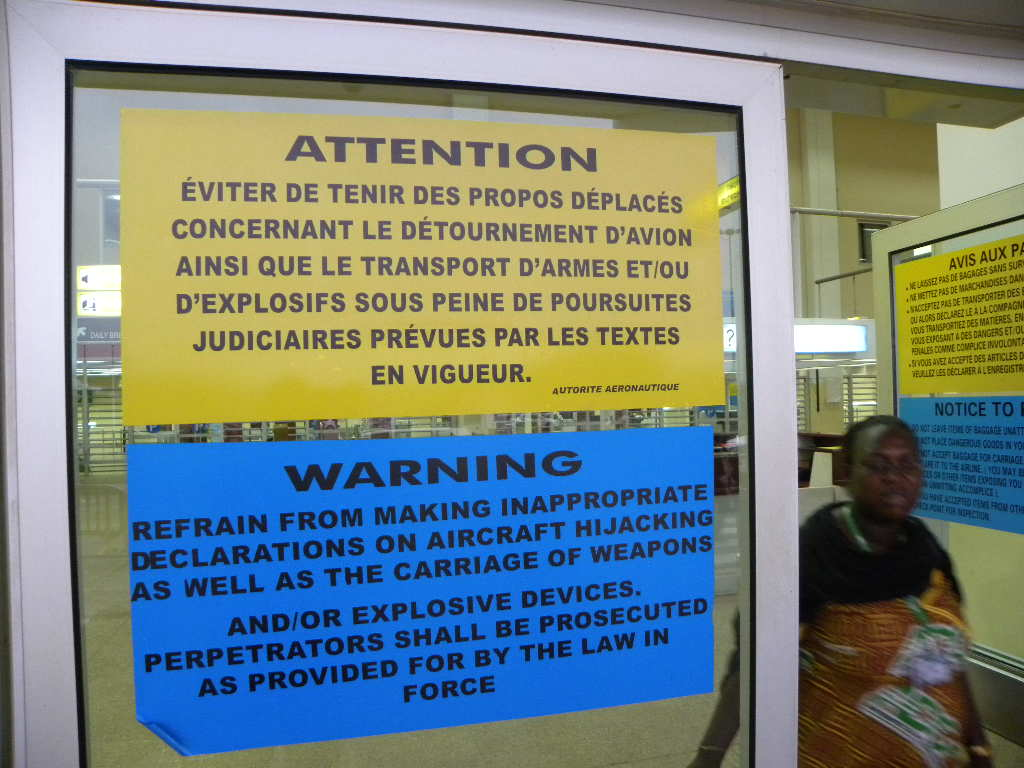
Affiche d'avertissement dans un aéroport d'une ville d'Afrique centrale en 2012.

Les détournements ont connu un pic d'occurrences dans les années 1969 à 1972 (86 détournements d'avions civils en 1969), avant que les règles de sécurité ne conduisent à leur raréfaction (aucun détournement en 2015).
Lors d'un détournement, le pilote peut afficher le code 7500 sur le transpondeur pour prévenir le contrôleur aérien.

## Exemples de détournements
- Le 22 octobre 1956, un commando du SDECE (services secrets français), détourne un Douglas DC-3 d’Air Atlas transportant des responsables du Front de libération national algérien[2].
- En juillet 1968, le FPLP détourna un avion de la compagnie israélienne El Al sur l'aéroport d'Athènes. Dans les quelques années qui suivent, c'est près d'une cinquantaine de détournements par an qui auront lieu.
- 24 novembre 1971 : D. B. Cooper détourne le vol 305, après avoir reçu une rançon de 200 000 dollars, il sauta en parachute depuis l'arrière du Boeing 727 volant au-dessus de la région du Nord-Ouest Pacifique des États-Unis. L'affaire ne sera jamais résolue par le FBI.
- En 1972, Vol Delta Air Lines 841.
- Le 10 novembre 1972, le vol Southern Airways 49 est détourné par trois hommes menaçant notamment de faire écraser l'avion sur un réacteur nucléaire. À la suite de cet incident, les autorités américaines exigent que les passagers soient physiquement contrôlés dans les aéroports.
- Le 21 décembre 1978, un Douglas DC-9 de la TWA avec plus de quatre-vingts personnes à bord est détourné par Robin Oswald, la fille de Barbara Ann Oswald, une femme morte quelques mois auparavant en détournant un hélicoptère pour faire évader Garrett Brock Trapnell (en), un homme condamné à la prison à vie pour avoir détourné un autre avion de la TWA en 1972.
- Le 2 mai 1981, Laurence James Downey, ancien moine trappiste, détourne un Boeing 737 en provenance de Dublin avec 108 passagers à bord. Équipé d'explosif, il intime l’ordre au pilote de se rendre en Iran, mais faute de kérosène, l'avion est contraint d’atterrir à l'aéroport du Touquet. Le pirate de l'air avait pour revendication que le pape de l'époque, Jean-Paul II, révèle le troisième secret de Fatima[3].
- En mars 1983, le vol Balkan Bulgarian Airlines 013 est détourné par quatre assaillants.
- Le 24 décembre 1994, un Airbus A300 d'Air France est détourné par 4 terroristes du GIA qui prennent en otage les passagers ainsi que l'équipage. L'Airbus resta stationné 2 jours sur l'aéroport d'Alger avant son départ pour Paris. Manquant de carburant, l'avion est contraint de faire escale à Marseille pour faire le plein de kérosène. Le GIGN en profitera pour donner l’assaut et reprendre le contrôle de l’appareil car les autorités françaises craignaient un attentat sur Paris. La grande majorité des passagers ont survécu.
- Cas très rare, en octobre 1998, un pilote d'Air China a détourné son avion vers Taïwan en menaçant de provoquer un écrasement si les autres membres de l'équipage l'empêchaient d'atteindre son but[réf. souhaitée].
- Il peut arriver qu'un des preneurs d'otage prenne les commandes de l'avion, comme lors des attentats du 11 septembre 2001 qui impliquent :
  - le vol 11 American Airlines
  - le vol 175 United Airlines
  - le vol 77 American Airlines
  - le vol 93 United Airlines
- En août 2008, un Boeing 737 est détourné par des pirates de l'air se réclamant de l'Armée de libération du Soudan (ALS). Son président, Abdul Wahid Al-Nour, réfugié en France, dément toute participation du mouvement à cet acte de piraterie, soutenu en cela par le ministre français des Affaires étrangères, Bernard Kouchner[4]. Al-Nour parle d'une tentative de manipulation de la part de Khartoum. Les pirates ont été détenus en Libye[4].
- Un pilote d'Ethiopian Airlines a survécu à trois détournements, dont le Vol 961 Ethiopian Airlines qui finit malheureusement face à une plage des Comores et fut un des rares amerrissages filmés.[réf. souhaitée]
- Le 17 février 2014, le vol 702 Ethiopian Airlines (en) est détourné par le copilote. L'appareil effectuait la liaison Addis-Abeba - Rome. Le copilote a détourné le vol en direction de l'aéroport international de Genève. L'homme s'est rendu aux autorités genevoises sans opposer de résistance. Il recherchait l'asile politique[5].